# Drăcșenei
Drăcșenei – wieś w Rumunii, w okręgu Teleorman, w gminie Drăcșenei. W 2011 roku liczyła 783 mieszkańców.